# دليلة والزيبق (مسلسل)
دليلة والزيبق مسلسل أردني سوري مشترك ناطق باللغة العربية الفصحى أنتجه التلفزيون الأردني عام 1976. كتبه عبد العزيز هلال وأخرجه شكيب غنام.
شارك في المسلسل نخبة من الممثلين الأردنيين والسوريين، مثل:
- منى واصف بدور دليلة
- حسن أبو شعيرة بدور الزئبق
- هاني الروماني
- جودت صالح
- إيمان هايل
- عبد الكريم القواسمي
- عدنان بركات
- خضر بيضون
- سلمى المصري.